# مانی این د بنک (۲۰۱۳)
مانی این د بنک (به انگلیسی: Money in the Bank) یک رویداد غیر رایگان (Pay-Per-View) در کشتی حرفه‌ای است که توسط کمپانی دبلیودبلیوئی تهیه می‌شود و این دوره‌اش هم در ۱۴ ژوئیه ۲۰۱۳ در شهر فیلادلفیا، پنسیلوانیا و در مجموعه ورزشی ولز فارگو سنتر برگزار شد. این، چهارمین دوره از مانی این د بنک از زمان آغاز این پی-پر-ویو در سال ۲۰۱۰ بود.

## زمینه‌سازی
مانی این د بنک شامل مسابقاتی بین دشمنی‌های موجود، ماجراهای پیش آمده و استوری‌هایی خواهد بود که پیش از این در برنامه‌های راو یا اسمک‌داون پخش شده بود. کشتی‌گیرها با توجه به مسابقات یا سری اتفاقاتی که برایشان رخ می‌دهد و تنش را به حد اکثر می‌رساند، نقش منفی یا قهرمان به خود می‌گیرند.

## مسابقات ثبت شده
| #                                                                                                 | نتایج | نوع مسابقه                                                                                     | مدت زمان |
| ------------------------------------------------------------------------------------------------- | --- | ---------------------------------------------------------------------------------------------- | -------- |
| ۱پ                                                                                                | د شیلد (سث رالینز و رومن رینز) (c) پیروز مقابل د اوسوز (جیمی اوسو و جی اوسو)                                                        | مسابقه تگ تیم برای قهرمانی کمربندهای تگ تیم                                                    | ۱۴:۴۶    |
| ۲                                                                                                 | دیمین ساندو پیروز مقابل وید برت، کودی رودز، دین امبروز، فاندانگو (به همراهی سامر ری)، آنتونیو سزارو و جک سوئگر (به همراهی زب کولتر) | مسابقه نردبان مانی این د بنک برای به‌دست آوردن قرارداد مسابقه کمربند دبلیودبلیوئی سنگین‌وزن جهان | ۱۶:۲۴    |
| ۳                                                                                                 | کورتیس اکسل (c) (به همراهی پل هیمن) پیروز مقابل د میز                                                                               | مسابقه تک‌نفره برای قهرمانی کمربند دبلیودبلیوئی بین قاره‌ای                                      | ۹:۱۹     |
| ۴                                                                                                 | ای‌جی لی (c) (به همراهی بیگ ای لنگستن) پیروز مقابل کیتلین (به همراهی لیلا) با قانون سابمیشن                                          | مسابقه تک‌نفره برای قهرمانی کمربند دبلیودبلیوئی قهرمانی دیواس                                   | ۷:۰۱     |
| ۵                                                                                                 | رایبک پیروز مقابل کریس جریکو | مسابقه تک‌نفره                                                                                  | ۱۱:۱۹    |
| ۶                                                                                                 | آلبرتو دل ریو (c) پیروز مقابل دالف زیگلر با قانون رد صلاحیت                                                                         | مسابقه تک‌نفره برای قهرمانی کمربند دبلیودبلیوئی سنگین‌وزن جهان                                   | ۱۴:۲۹    |
| ۷                                                                                                 | جان سینا (c) پیروز مقابل مارک هنری با قانون سابمیشن                                                                                 | مسابقه تک‌نفره برای قهرمانی کمربند قهرمانی دبلیودبلیوئی                                         | ۱۴:۴۲    |
| ۸                                                                                                 | رندی اورتن پیروز مقابل راب ون دم، سی‌ام پانک، دنیل برایان، شیمس و کریسچن                                                             | برای به‌دست آوردن قرارداد مسابقه کمربند قهرمانی دبلیودبلیوئی                                    | ۲۶:۳۸    |
| - (c) – نشان‌دهنده قهرمان(هایی) است که به میدان می‌روند - پ – نشان‌دهنده این است که مسابقه در پری–شو | |                                                                                                |          |